# William Henry Sleeman
William Henry Sleeman (8 août 1788 –10 février 1856) est un militaire et un administrateur britannique aux Indes.

## Biographie
Fils d'un petit propriétaire terrien, Sleeman naît à Stratton dans le comté de Cornouailles. En 1808, il rejoint l'armée du Bengale de la Compagnie anglaise des Indes orientales, sert dans la guerre du Népal (1814-1816) et, en 1820, devient l'assistant de l'agent politique du gouverneur général des Indes pour les territoires de Saugor et Nerbudda.
Le 1er juin 1829 à Jubbulpore, il épousa Amélie-Joséphine Blandin de Chalain, de la branche mauricienne de cette famille franc-comtoise.
Sleeman est surtout connu pour sa campagne d'éradication des Thugs, la confrérie des assassins religieux des Indes, campagne dont il est nommé surintendant en 1835, devenant, en 1839, commissaire pour la suppression des Thugs et Dacoïts. Les arrestations n'étant possibles qu'au moyen de dénonciations par les pairs, une prison spéciale est construite à Jubbulpore de manière à séparer et protéger la vie des informateurs. Pendant ces opérations, plus de 1300 thugs, dont l'un avait avoué avoir commis plus de 700 meurtres, sont pendus ou déportés à vie.
Sleeman est ensuite résident britannique à Gwalior de 1843 à 1849 puis à Lucknow de 1849 à 1856, il est d'ailleurs opposé à l'annexion de l'Awadh par Dalhousie, mais son conseil n'est pas pris en considération. Il meurt en mer sur le chemin du retour en Grande-Bretagne. Une ville de l'État du Madhya Pradesh célèbre sa mémoire par son nom, Sleemanabad. Il est l'auteur de plusieurs ouvrages où il décrit son action en Inde, Report on the depradations committed by the Thug gangs of Upper and Central India, Rambles and Recollections of an Indian Official (1844) et A journey through the kingdom of Oude in 1849-1850 (1858)

## Distinctions
- Chevalier commandeur de l'Ordre du Bain (KCB) en 1856[1].

## Culture populaire
L'auteur John Masters s'inspire de William Henry Sleeman pour le personnage principal de son roman Qu'un sourire si proche (The Deceivers), publié en 1952 et adapté au cinéma dans Les Imposteurs (The Deceivers) de Nicholas Meyer, sorti en 1988.